# Enigmavariaties
Variations on an Original Theme for orchestra, Op. 36 (Enigma), beter bekend als de Enigmavariaties (Enigma Variations), is een orkestwerk bestaande uit een muzikaal thema en veertien variaties, gecomponeerd door Edward Elgar in 1898-1899. Het is een van de bekendste grootschalige werken van Elgar, niet alleen vanwege de muziek maar ook door het raadsel dat met die muziek verbonden is. Elgar droeg het stuk op aan "mijn vrienden die erin geschetst worden", een verwijzing naar het feit dat de verschillende variaties elk een muzikaal portret vormen van iemand uit zijn vriendenkring.
Met het werk brak Elgar niet alleen zelf door als componist, maar plaatste hij ook na enkele eeuwen de Britse muziek weer internationaal op de kaart.

## Ontstaan
Elgar begon de compositie op 21 oktober 1898 's avonds thuis achter de piano, na een uitputtende dag van lesgeven. Een melodie die hij speelde trok de aandacht van zijn vrouw. Zij zei dat ze hem mooi vond en vroeg of hij hem nog eens voor haar wilde spelen. Om haar te vermaken begon Elgar daarop verschillende variaties te improviseren. Elk van deze variaties was een muzikaal portret van een van hun vrienden, of werd gespeeld in de muzikale stijl die hij of zij gebruikt zou kunnen hebben. Later breidde Elgar deze improvisaties uit en orkestreerde ze, met de Enigmavariaties als resultaat.
De allereerste keer dat het stuk werd gespeeld was op 19 juni 1899 in de Londense St. James's Hall, met Hans Richter als de dirigent. Richter was niet bij de repetities, die werden verzorgd door Henry Wood. Critici waren in eerste instantie geïrriteerd door de geheimzinnigheid waarmee het stuk werd omgeven, maar de meesten prezen de inhoud, structuur en orkestratie van het werk. Sindsdien is het stuk altijd populair geweest. Algauw kwamen er internationale uitvoeringen van het stuk, van Sint-Petersburg in 1904, tot in New York, waar het gedirigeerd werd door Gustav Mahler in 1910.
Op aanraden van zijn goede vriend August Jaeger breidde Elgar de finale later uit. De eerste uitvoering van die versie vond plaats tijdens het Three Choirs Festival in Worcester op 13 september 1899. Elgar maakte zelf ook een pianoversie van het werk.

## De muziek
Het werk bestaat uit het thema, gevolgd door 14 variaties. De variaties komen voort uit melodische, harmonische en ritmische elementen van het thema. Het laatste deel is eigenlijk geen variatie maar een finale waarin Elgar twee variaties liet terugkeren: variatienummer 9 en 1, die resp. gewijd zijn aan zijn vriend Jaeger en zijn vrouw Alice. Elgar deed dit omdat hij aan beiden als kunstenaar en als mens veel te danken had. Die finale heeft ook een variatienummer gekregen omdat Elgar niet wilde eindigen met nummer 13, het ongeluksgetal.
Elgars muzikale portretten verbeelden hun onderwerpen op twee verschillende niveaus, zoals in die tijd ook gebruikelijk was in geschilderde portretten. Naast een algemene muzikale indruk van de persoonlijkheid van de 'geportretteerde', bevatten verschillende variaties ook muzikale verwijzingen naar een specifieke karaktertrek of gebeurtenis, zoals het stotteren van Dorabella, de lach van Winifred Norbury en het gesprek tijdens de wandeling met Jaeger.

### Delen
In de partituur is elke variatie aangeduid met de bijnaam of initialen van de vriend(in) die erin verbeeld wordt. De onderdelen waaruit het stuk bestaat zijn:
- Thema, Enigma

1. C.A.E.: Caroline Alice Elgar, de vrouw van de componist
2. H.D.S.-P.: Hew David Steuart-Powell, een amateurpianist
3. R.B.T.: Richard Baxter Townshend, schrijver
4. W.M.B.: William Meath Baker, landheer
5. R.P.A.: Richard Penrose Arnold, muziekliefhebber
6. Ysobel: Ysobel Fitton, amateur-altvioliste
7. Troyte: Arthur Troyte Griffith, architect
8. W.N.: Winifred Norbury, bewoonster van een 18de-eeuws landhuis
9. Nimrod: August Jaeger, muziekuitgever bij Novello en "soulmate" van de componist. Zoals Elgar enkele jaren na de première aan Dora Penny (Dorabella uit variatie 10) vertelde, is deze variatie niet echt een portret maar heeft hij betrekking op een gebeurtenis. Toen Elgar eens heel terneergeslagen was en wilde stoppen met het schrijven van muziek, had Jaeger hem met klem aangespoord te doen zoals Beethoven had gedaan ondanks zijn grote moeilijkheden: doorgaan met componeren. En zo had hij meer en meer prachtige muziek geschreven. Jaeger had daarbij als voorbeeld het thema van het tweede deel van Beethovens Pathétique-sonate gezongen. Elgar nu onthulde Dora Penny dat de beginmaten van de Nimrod-variatie moesten herinneren aan dat thema. “Can’t you hear it at the beginning? Only a hint, not a quotation”.
10. Dorabella: Dora Penny, goede vriendin van de Elgars, genoemd naar een personage uit Cosi fan tutte
11. G.R.S.: George Robertson Sinclair, organist. Het betreft een muzikale weergave van diens hond Dan, die in de Wye zwom en na weer aan wal te zijn gekomen hevig blafte. Sinclair zei tegen Elgar “zet dat maar eens op muziek” en zo geschiedde.
12. B.G.N.: Basil G. Nevison; amateurcellist
13. ***: Door de asterisken blijft deze persoon anoniem. Volgens sommigen gaat het hier om Lady Mary Lygon, volgens anderen om Helen Weaver, met wie Elgar verloofd was geweest.
14. Finale, E.D.U.: uitspraak “Edoe”, koosnaam die Elgars vrouw voor haar man bezigde. Dus een variatie op Elgar zelf. De thema's van variatie 9 en 1 worden erin geciteerd.

### Orkestratie
Het stuk is geschreven voor
- 2 fluiten (waarbij één fluitist afwisselend ook een piccolo speelt), 2 hobo's, 2 bes-klarinetten, 2 fagotten, een contrafagot,
- 4 F-hoorns, 3 F-trompetten, 3 trombones, een tuba,
- pauken, kleine trom, triangel, een grote trom, cimbalen, een orgel (ad lib.),
- strijkers.

## Het enigma
Omdat nergens staat aangegeven wat precies het enigma (raadsel) is, moet men afgaan op wat Elgar er zelf over heeft gezegd. Ch. A. Barry drukte in zijn programmatoelichting voor de première op 19 juni 1899 Elgars eigen woorden af:
"through and over the whole set [van variaties] another and larger theme 'goes', but is not played… So the principal Theme never appears".
Elgar heeft zelf nóg een aanwijzing gegeven, die we in twee bronnen terugvinden. In zijn artikel over Elgar (oktober 1900) geeft ook F.G. Edwards, redacteur van the Musical Times, Elgars eigen woorden weer ("Mr Elgar tells us that ...") als hij vermeldt dat het mogelijk is een andere melodie, "which is quite familiar", toe te voegen boven het eigenlijke thema ("the original theme that he has written"). Dit wordt nog eens bevestigd door wat Robert Buckley schrijft in zijn Elgar-biografie van 1905: "The theme is a counterpoint on some well-known melody which is never heard".
Eén ding is hiermee wel zeker: om het enigma op te lossen moet men zoeken naar een in het werk verborgen melodie die met het thema te combineren valt. Die verborgen melodie moet in zekere zin het belangrijkste thema van het werk zijn, maar wordt zelf niet gespeeld. Het moet ook een bekende melodie zijn die langer is dan het oorspronkelijke thema dat Elgar schreef.

## Oplossingen
Sinds 1899 zijn er vele pogingen gedaan om het enigma op te lossen. Men zie voor een bespreking van de belangrijkste oplossingen van vóór 1999 het boekje van Julian Rushton uit dat jaar. Globaal zijn er, naast theorieën van een heel andere aard, twee grote groepen oplossingen te onderscheiden:
1 - In sommige oplossingen wordt op een melodie gewezen waarvan het thema van de Enigmavariaties afgeleid zou zijn (wat iets anders is dan, zoals Elgar het formuleerde, een melodie waarmee dat thema gecombineerd kan worden, zie hierboven bij #Het enigma). Bijvoorbeeld een melodie uit Mozarts Praagse symfonie,
"Eli, Eli, lama, lama asabthani" uit Bachs Matthäus Passion, het Dies irae uit het katholieke Requiem.
De Nederlander Theodore van Houten gaf in 1976 als oplossing: Rule Britannia. Hij wees op de drie dalende tertsen in het enigmathema en de twee tertssprongen in het refrein van Rule Britannia op het woord "never". In de toelichting bij het stuk schreef Elgar: "the principle theme never appears" - wat ook gelezen kan worden als "the principle theme 'never' appears". Op de vraag of Elgar ooit zelf met de oplossing zou komen, antwoordde hij: "Never!" Volgens Van Houten moet, net als de variaties, ook het enigmathema een persoon symboliseren, en wel Britannia. In zijn visie is de variatie G.R.S. ook een portret van John Bull en zijn bulldog, symbool van Engeland (zie boven variatie 11). Het hele stuk zou moeten worden geassocieerd met het nationalisme, een heftige trend in de Europese muziek van rond 1900. Elgars werk uit de jaren 1890 stond bol van Britse 'pomp and circumstance'-elementen. Opus 35, de cantate Caractacus, bejubelt de vroege Britse koning Caractacus, die het Romeinse juk van zich afwerpt. Onmiddellijk na dit werk ontstonden de Enigmavariaties.
2 - Veel andere oplossingen noemen daarentegen wél een melodie die met het thema van de Enigmavariaties te combineren zou zijn. Bijvoorbeeld God save the king, Auld Lang Syne, Twinkle, twinkle, little star en Pop goes the weasel. Volgens Rushton echter (in 1999) past geen van de gevonden melodieën precies. Dat geldt ook voor enkele andere oplossingen die na 1999 werden aangedragen, zoals de melodie van de huwelijksmars uit Mendelssohns Midzomernachtsdroom (die moet dan in mineur worden gespeeld), Ein feste Burg ist unser Gott (dat men dan hier en daar moet aanpassen) en de hymne Now the day is over (zonder het ritme ervan).
Een plausibele oplossing waarbij dat bezwaar niet geldt, vindt men in het boekje van de Nederlandse lexicograaf Hans Westgeest (2007). Hij ontdekte een verband tussen het enigma en datgene wat Elgar later over zijn Nimrod-variatie aan Dora Penny heeft verteld (zie hierboven bij variatie 9). Het eigenlijke thema van de Enigmavariaties, dat het hele werk door in allerlei vormen wordt gehoord, bestaat volgens Westgeest uit slechts negen noten. (Het zijn dezelfde als de eerste negen noten van de Nimrod-variatie, maar dan in vierkwartsmaat, met op de eerste tel van de maat steeds een kwartrust). Deze korte melodie is gebaseerd op het ritme van Edward Elgars eigen naam (‘kort-kort-lang-lang’ en het omgekeerde daarvan: ‘lang-lang-kort-kort’ en een slotnoot) en zou men daarom het Elgar-thema kunnen noemen. Het - belangrijkste maar niet gespeelde - thema van het werk, waarbij het Elgar-thema als een tegenmelodie werd gecomponeerd, blijkt het bekende thema te zijn van het tweede deel van de Pathétique-sonate van Ludwig van Beethoven, een melodie die inderdaad, in Elgars woorden, "larger" is en "well-known".

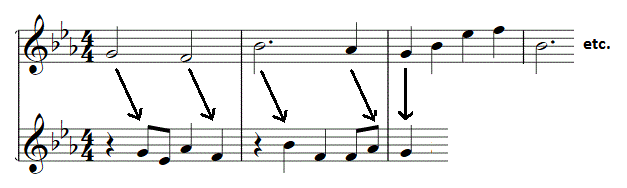
De beginnoten van Beethovens melodie (boven) worden herhaald in het ‘Elgar thema’ (onder).

Het Elgar-thema bevat precies de noten van (het begin van) Beethovens melodie, in exact dezelfde volgorde. En als men beide melodieën tegelijkertijd speelt, klinken die noten steeds eerst in het Beethoventhema en dan, een tel later, in de Elgar-melodie (de G van Beethoven wordt dus gevolgd door dezelfde noot van Elgar, de F van Beethoven door de F van Elgar, enzovoort). Dit symboliseert op muzikale wijze dat de kunstenaar Elgar Beethoven navolgt: hij doet zoals Beethoven deed, hij volgt hem op de voet. En dat is precies waartoe Jaeger de componist had aangespoord (zie hierboven bij variatie 9). Door dat te doen triomfeert de kunstenaar over zijn terneergeslagenheid en moedeloosheid (uitgedrukt in de mineurmelodie uit het begin) in de krachtige, optimistische finale, E.D.U.
Ook Dora Penny kon het raadsel van de Variaties niet oplossen omdat zij het verband niet legde tussen datgene wat de componist haar had verteld over zijn Nimrod-variatie en het enigma. Elgar verwonderde zich daarover: “I'm surprised. I thought that you of all people would guess it”.